# Damspelen 1922

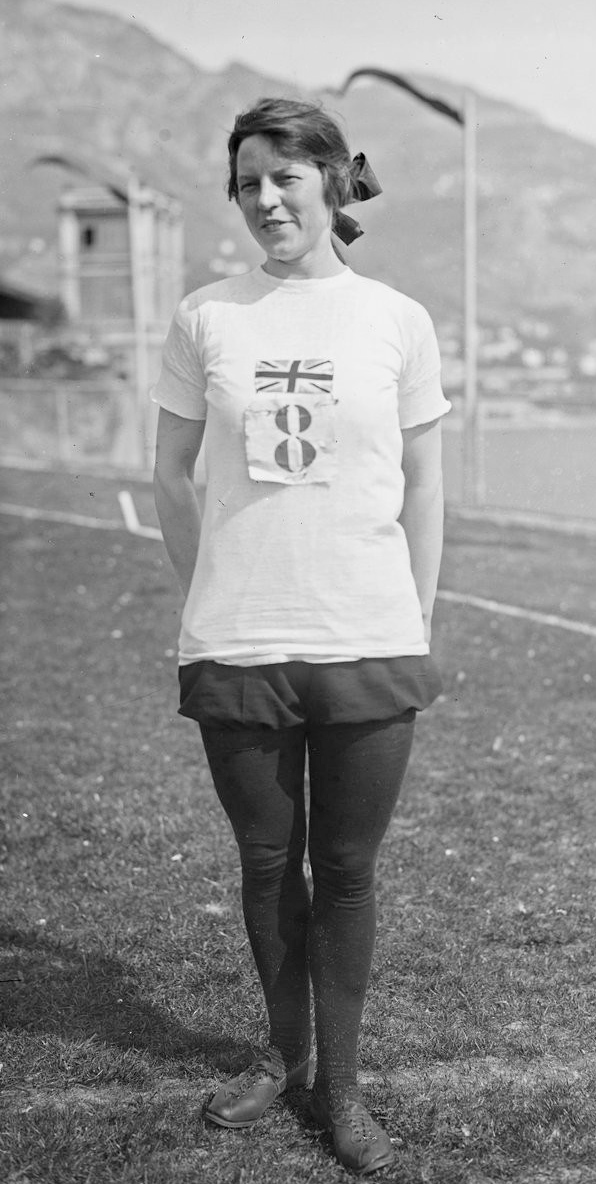
Mary Lines

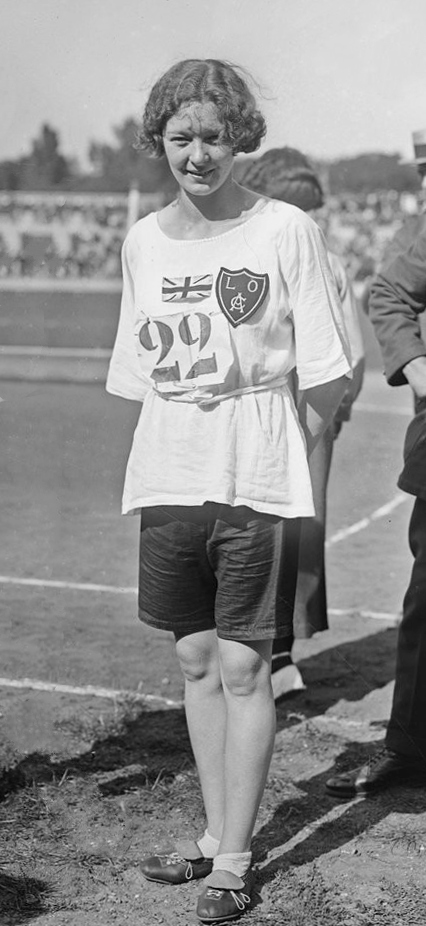
Hilda Hatt

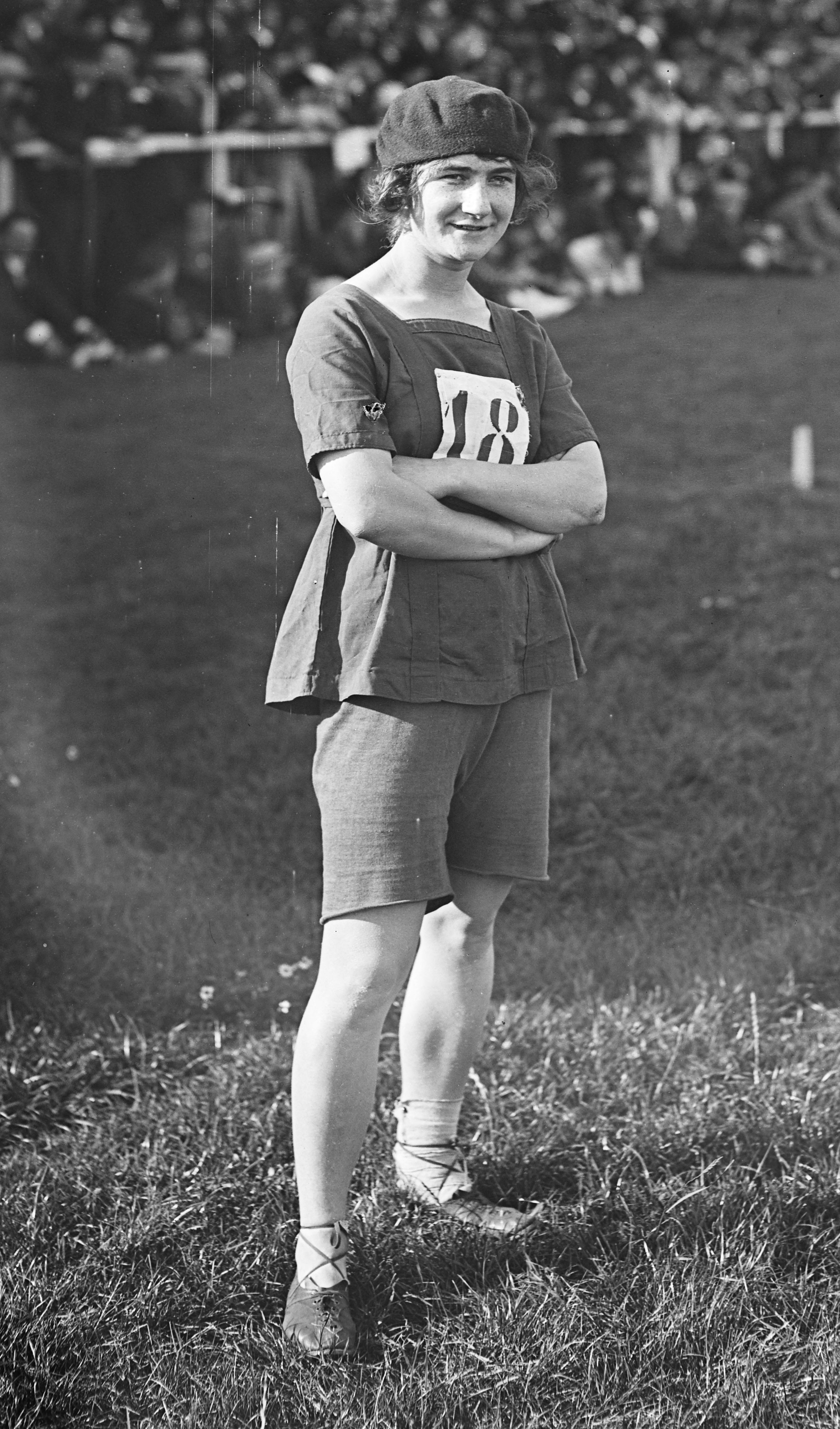
Germaine Delapierre

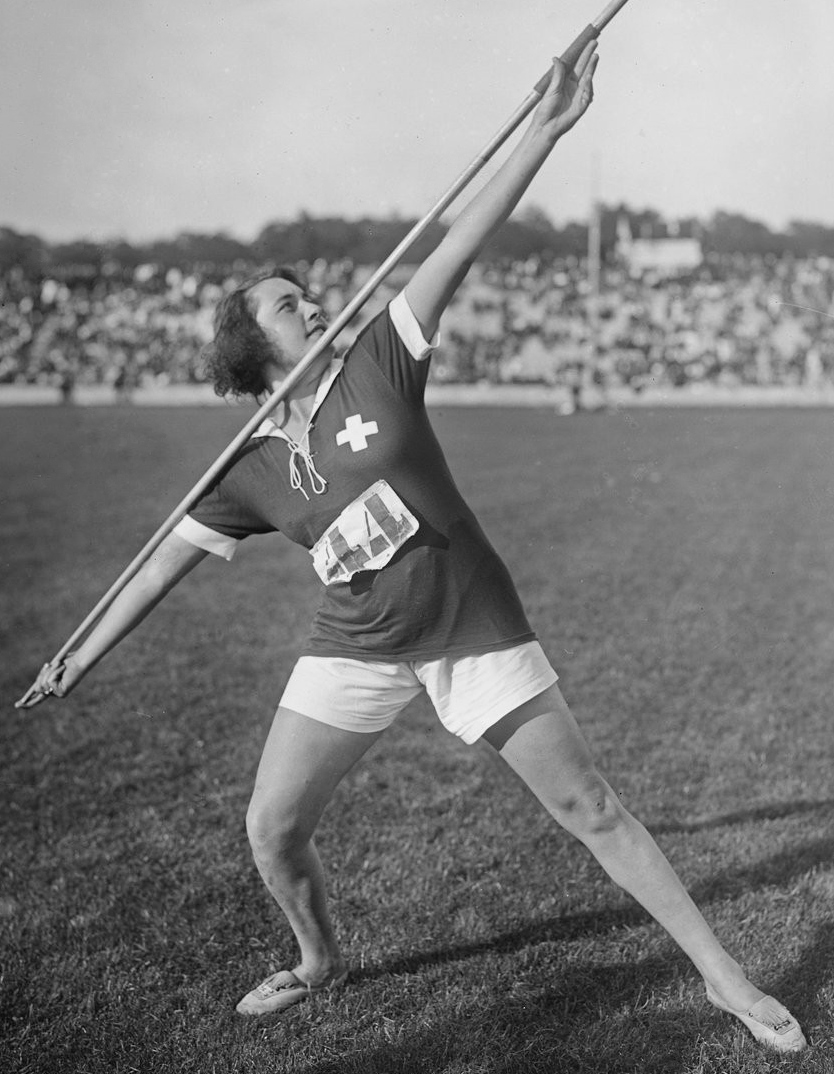
Francesca Pianzola

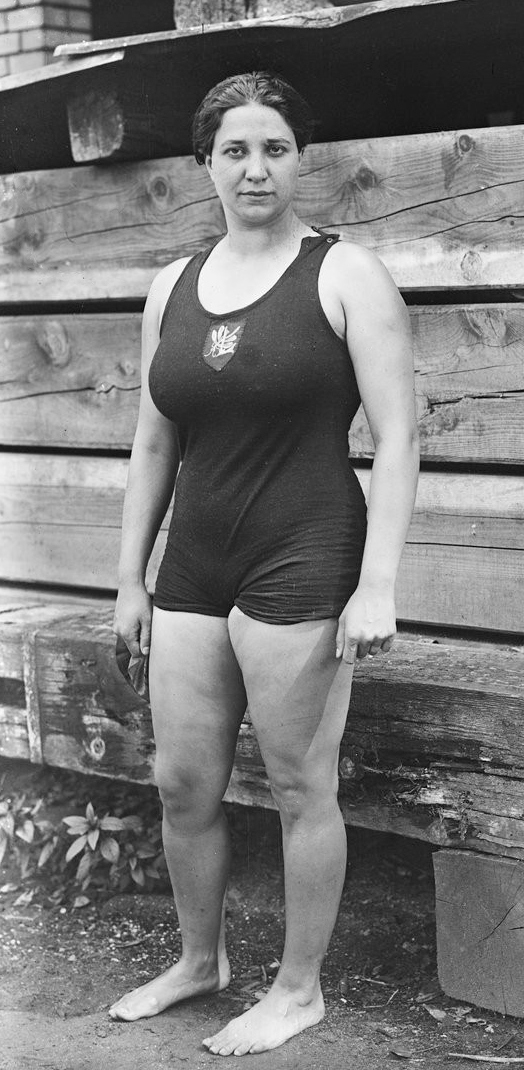
Violette Morris

Damspelen 1922 (franska Jeux Athlétiques Internationaux Féminins, även Jeux Olympiques Féminins och Monte Carlo-spelen) var den andra internationella tävlingen i friidrott för damer, tävlingen hölls den 15 april till 23 april 1922 i Monte Carlo i Monaco. Turneringen kallades formellt "Deuxiéme Meeting International d'Éducation Physique Féminine". Idrottsspelen var en uppföljare till Damolympiaden 1921 och den andra föregångaren till den första ordinarie internationella Damolympiaden.

## Tävlingarna
Tävlingen organiserades som damolympiaden året innan av damfriidrottsförbundet Fédération des Sociétés Féminines Sportives de France (FSFSF) under ordförande Alice Milliat i samarbete med Camille Blanc som var ordförande för "International Sporting Club de Monaco" och tillkom som en fortsatt protest mot Internationella olympiska kommittén:s (IOK) policy att inte tillåta kvinnor till friidrottsgrenar vid OS 1920.
Tävlingen samlade cirka 300 deltagare från 7 nationer: Belgien, Frankrike, Italien, Norge (omnämns i flera källor, dock återfinns inga norska namn i resultatlistorna), Schweiz, Storbritannien och Tjeckoslovakien. Idrottsspelen blev ett betydande framsteg för damidrotten.
| Lag | Land            | Deltagare | Lag | Land           | Deltagare |
| --- | --------------- | --------- | --- | -------------- | --------- |
| 1   | Belgien         | ?         | 2   | Frankrike      | ?         |
| 3   | Italien         | ?         | 4   | Norge (?)      | ?         |
| 5   | Schweiz         | ?         | 6   | Storbritannien | ?         |
| 7   | Tjeckoslovakien | ?         |     |                |           |

Deltagarna tävlade i 11 friidrottsgrenar: löpning ( 60 meter, 250 meter, 800 meter,  stafettlöpning 4 x 75 meter,  stafettlöpning 4 x 175 meter och  häcklöpning 65 meter, höjdhopp, längdhopp, spjutkastning, kulstötning och Femkamp. Turneringen innehöll även uppvisningstävlingar i basketboll, cykling, gymnastik och rytmisk gymnastik.
Tävlingarnas Femkamp var den första för damer, grenen omfattade då löpning 60 meter och 300 meter, höjdhopp, spjutkastning (två-hands) och kulstötning (två-hands). Ordinarie Femkamp infördes vid den fjärde damolympiaden i London.
Under evenemanget hölls även tävlingar i vattensport (bland de första internationella tävlingar utanför Olympiska spelen) med olika simningsgrenar, här deltog även Sverige och Nederländerna. Det tävlades i simning 100 meter, 200 meter och 400 meter, stafettsimning och vattenpolo. 
Idrottsspelen hölls dels i "Stade Nautique du Port" i hamnen och dels åter vid "Tir aux Pigeons" (en anläggning för lerduveskytte) i parken Les jardins du Casino nedanför kasinot i Monaco.

## Medaljörer, resultat

### Friidrott
I stort sett samtliga medaljplatser gick till tävlande från Frankrike och Storbritannien.
Placeringar i respektive gren:
| Gren                            | Guld                                                                               | Guld     | Silver                                                                             | Silver  | Brons                                                                                      | Brons   |
| 60 meter                        | Nora Callebout Storbritannien                                                      | 8,2 sek  | Mary Lines Storbritannien                                                          |         | Bozena Srámková Tjeckoslovakien                                                            |         |
| 250 meter                       | Mary Lines Storbritannien                                                          | 39,0 sek | Ivy Lowman Storbritannien                                                          |         | Alice Beuns Frankrike                                                                      |         |
| 800 meter                       | Suzanne Porte Frankrike                                                            | 2.37,6   | Marcelle Neveu Frankrike                                                           |         | Madeleine Dupont Frankrike                                                                 |         |
| Stafett 4 x 75 meter            | Frankrike Lag FFFGS med Alice Gonnet Lucie Prost Paulette de Croze Alice Beuns     | 51,8 sek | Storbritannien Lag England med Mary Lines Ivy Lowman Daisy Wright Nora Callebout   |         | Frankrike Lag FSFSF med Germaine Delapierre Cécile Maugars Yvonne De Wynne Andrée Paturaud |         |
| Stafett 4 x 175 meter           | Storbritannien Lag England med Nora Callebout Ivy Lowman Mary Lines Muriel Hornsby |          | Frankrike Lag FFFGS med Geneviève Laloz Alice Gonnet Paulette de Croze Alice Beuns |         | Frankrike Lag FSFSF med Cécile Maugars Germaine Darreau Thérèse Brulé Thérèse Renaut       |         |
| Häcklöpning 65 meter            | Daisy Wright Storbritannien                                                        | 11,4 sek | Hilda Hatt Storbritannien                                                          |         | Alice Beuns Frankrike                                                                      |         |
| Höjdhopp                        | Madeleine Bracquemond Frankrike (delat Guld)                                       | 1,37 m   | Hilda Hatt Storbritannien (delat Guld)                                             | 1,37 m  | Frédérique Kussel Frankrike Alice De Pauw Belgien Ivy Lowman Storbritannien                | 1,35 m  |
| Längdhopp                       | Mary Lines Storbritannien                                                          | 4,66 m   | Elise van Truyen Belgien                                                           | 4,52 m  | Marie Jirásková Tjeckoslovakien                                                            | 4,47 m  |
| Spjutkastning två-hands*        | Francesca Pianzola Schweiz                                                         | 39,77 m  | Florence Birchenough Storbritannien                                                | 38,71 m | Britte Frankrike                                                                           | 35,85 m |
| Kulstötning två-hands* 3,628 kg | Violette Morris Frankrike                                                          | 17,77 m  | Miloslava Havlíčková Tjeckoslovakien                                               | 14,95 m | Florence Hurren Storbritannien                                                             | 14,81 m |
| Femkamp                         | Ivy Lowman Storbritannien                                                          |          | Hilda Hatt Storbritannien                                                          |         | Geneviève Laloz Frankrike                                                                  |         |

- Vid kastgrenarna spjutkastning och kulstötning kastade varje tävlande dels med höger hand och dels med vänster hand, därefter adderades respektive bästa kast till ett slutresultat

Daisy Wright och Hilda Hatt tävlade även i häcklöpning, fjolårets vinnare i häcklöpning Germaine Delapierre tävlade i höjdhopp.
Basketbolltävlingen vanns av Lag Haguenau efter finalseger mot Lag Storbritannien med 9-8.
En särskild minnesmedalj präglades till turneringen.

### Vattensport

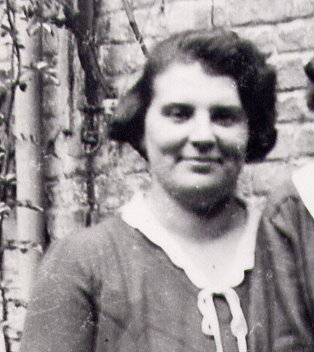
Germaine van Dievoet

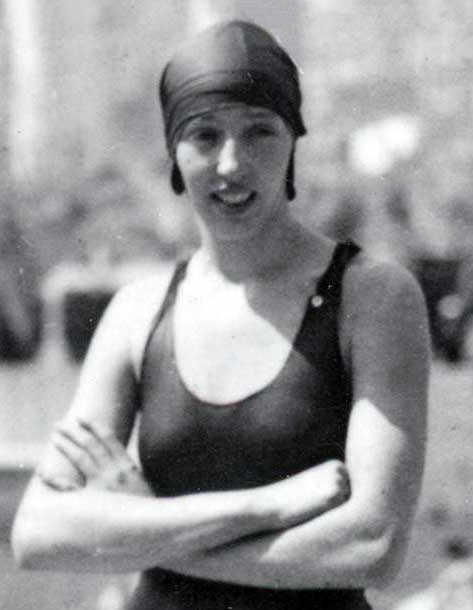
Aina Berg

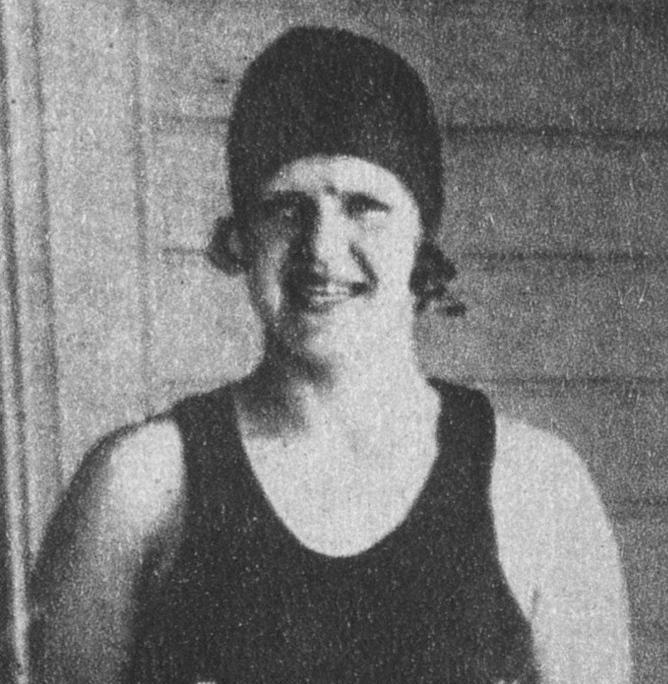
Carin Nilsson

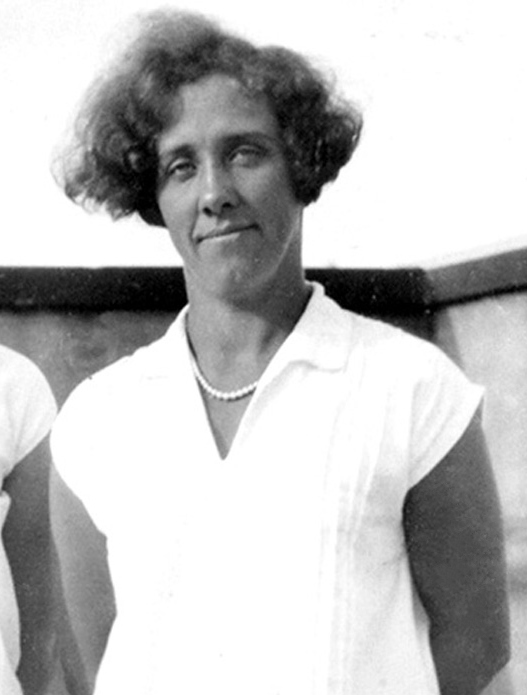
Hjördis Töpel

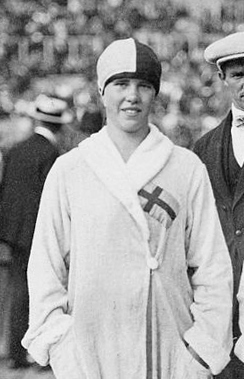
Eva Ollivier

Simtävlingarna hölls 20-23 april, deltagarna från Belgien, Danmark, Frankrike, Italien, Nederländerna, Storbritannien och Sverige tävlade i 10 grenar. I simningsgrenarna tog Sverige 4 segrar, Nederländerna 3, Frankrike 2 och Storbritannien 1 seger.
| Gren                    | Guld                                                                      | Guld | Silver                                                       | Silver | Brons                                                                  | Brons |
| 100 meter frisim, int   | Aina Berg Sverige                                                         |      | Carin Nilsson Sverige                                        |        | Germaine van Dievoet Belgien                                           |       |
| 100 meter frisim, reg   | Mariette Protin Frankrike                                                 |      | Bienna Pélégry Frankrike                                     |        | A Veglio Frankrike                                                     |       |
| 100 meter ryggsim, int  | Truus Klapwijk Nederländerna                                              |      | D Hart Storbritannien                                        |        | Alice Harflinger Frankrike                                             |       |
| 200 meter bröstsim, int | D Hart Storbritannien                                                     |      | Elisa van den Bogaert Belgien                                |        | Hjördis Töpel Sverige                                                  |       |
| 400 meter frisim, int   | Carin Nilsson Sverige                                                     |      | Ernestine LeBrun Frankrike                                   |        | D Roux Storbritannien                                                  |       |
| Stafett 4 x 50 meter    | Frankrike Alice Harflinger Alice Stoffel Ernestine LeBrun Mariette Protin |      | Nederländerna Truus Klapwijk I Brandt A Trejters M Borsennez |        | Belgien De Coniak Elisa van den Bogaert Germaine van Dievoet J Weiters |       |
| Stafett 4 x 200 meter   | Sverige Margit Bratt Hjördis Töpel Carin Nilsson Aina Berg                |      | Nederländerna                                                |        | Storbritannien                                                         |       |
| Hopp trampolin, 3 m     | Truus Klapwijk Nederländerna                                              |      | Eva Ollivier Sverige                                         |        | Henriette Delbort Frankrike                                            |       |
| Hopp höga, 10 m         | Eva Ollivier Sverige                                                      |      | Hjördis Töpel Sverige                                        |        | Catherine O'Bryen Storbritannien                                       |       |

Uppvisningstävlingen i vattenpolo vanns av Lag Nederländerna efter finalseger mot Lag Storbritannien med 6-0.

## Eftermäle
Tävlingen blev en stor framgång och ett betydande steg för damidrotten, uppföljare hölls i Monaco i april 1923. 20 augusti 1922 hölls den första ordinarie internationella Damolympiaden 1922 i Paris).